# Тузлански кантон
Вижте пояснителната страница за други значения на Тузла.
Тузлански кантон (на босненски: Tuzlanski kanton; на хърватски: Tuzlanska županija; на сръбски: Тузлански кантон или Tuzlanski kanton), или Кантон Тузла, е сред 10-те кантона на Федерация Босна и Херцеговина, Босна и Херцеговина.
Намира се в североизточната част на страната и се състои от 13 общини. Заема площ от 2649 км2 и има население от 445 028 души (по преброяване от октомври 2013 г.), предимно бошняци.